# Деогарх (держава)
Деогарх — держава, що утворилася в XIV ст. як невеличке князівство в старовинній місцині Гондвана (країна гондів). Тривалий час перебувало під зверхністю сусідів. Лише у напочатку XVIII ст. постала як самостійна держава. Протягом 1710-х років встановила владу над усіма землями, де мешкав народ гонди. Втім незабаром визнало зверхність Імперії Маратха. У 1743 році останнього володаря Деогарху було повалено маратхським родом Бхонсле.

## Історія
Перші згадки про утворення самостійної держави відносяться до XIV ст. На той час навколо старовинної фортеці Деогарх (в перекладі значить «Фортеця богів»). Про цей період практично нічого невідомо, окрім численних легенд, з яких важко здобути історично підтверджену інформацію. Втім за свідчення індійських літописів тривалий час раджа Деогарха перебував під зверхність спочатку царства Чандрапур, який також утворила частина народу гонди, а з середини XV ст. під владою магараджей Гархи.
В цей період загони Деогарха брали участь у численних війнах царства Гарха проти Бенгальського, Хандеського та Берарського султанатів, які переважно завершувалися невдало. Територія Деогарху страждала від постійних нападів мусульманських військ. На противагу цьому було укладено союз з Гаджапатським царством, що дещо знизило рівень тиску на землі гондів. Втім протягом усього XV — початку XVI ст. Деогарх перебував крім залежності від Гарха, також у васальних стосунках з Бераром, Хандешом, час від часу Бенгалії.
З постання на півночі Імперії Великих Моголів, володарі яких почали розширювати свої володіння за рахунок мусульманських сусідів, позбавило Деогарх обтяжувальної залежності, проте зверхність царства Гарха залишилася до самого існування цієї держави. У 1564 році після підкорення Гархи військами Великих Моголів раджа Деогарха також визнав зверхність останніх. З цього моменту прослідковується лінія володарів Деогарха. На думку деяких дослідників, можливо під час могольського вторгнення до земель гондів династія Деогіраху була повалена й у 1564 році раджою став представник нової династії, повністю залежний від могольського падишаха.
Протягом 1564—1700 років раджи Деогарха зберігали вірність Великим Моголів. Водночас раджи користувалися боротьбою за трон, що час від часу траплялася в могольській імперії. Завдяки цьому до 1670 року змогли отримати значну частину колишніх земель царства Гарха, як дарунок за вірну службу від падишаха. При цьому правителі навернулися на іслам.
У 1700 році новий володар Бакхт Буланд, скориставшись послаблення Імперії Великих Моголів, розпочав більш самостійну політику. На той час війська моголів був задіяти проти сикхів, маратхів, джатів, численних повстань на півдні Індостану. Протягом 1700—1710 років він об'єднав усі землі гондів в єдину державу. Після смерті падишаха Аурангзеба у 1707 році й початку війни за трон між його синами Бакхт Буланд значно розширив свої володіння, прийнявши титул магараджі. Потім до держави було приєднано області навколо міст Чхіндвара і Бетул (сучасний штат Мадх'я-Прадеш).
Разом з розширення держави у 1702 році було засновано нову столицю Раджапур-Барса (сучасни Наґпур), який зміцнено потужною фортецею. Слідом за цим було приєднано до володінь Деогарха земля раджпутського князівства Керла. В результаті держава перетворилася на значну силу на півночі Декану.
Проте невдовзі магарджи Деогарху стикнулися з розширення Імперії Маратха. Протягом 1720-х років війська Деогарха намагалися чинити опір нападам маратхів, але зазнали поразки. Зрештою зголосилися сплачувати чаух (данину). У 1739 році становище Деогарха ще більше погіршилася через боротьбу за трон, в яку втрутилися маратхи роду Бхонсле. Зрештою у 1743 році було повалено останнього магараджу Деогарха-Наґпуру Бурхан-шаха. Разом з тим за його нащадками титул магарджи зберігся навіть за часів Британської Індії.

## Державний устрій
На чолі стояв раджа, потім магарджа, який здійснював політичну та військову владу. Її межі достеменно невідомі. Проте є свідчення щодо наявності ради при володарі, яка напевне частково обмежувала самостійне прийняття рішення. Водночас дослідники зауважують, що тривалий час Деогарх перебував під зверхністю сусідів, тому влада раджи була обмеженою щодо зовнішньої політики. Незалежний період існування Деогарха був занадто короткий, що сформувати свої органи влади. Більшість традицій було успадковано від Великих Моголів, в сільській місцині зберігалися правила давнини.

## Економіка
Основною галуззю було землеробство, вирощувалися рис, просо. Переважало натуральне господарство. Втім частину харчів вивозилося за межі держави. Ремісництво було спрямовано на потреби селян та обслуговування замовлень правителя і знаті.

## Культура
Протягом XIV—XV ст. правителі Деогарха та знать були прихильниками джайнізму. За їх підтримки зводилися численні храми. Наприкінці XVI ст. під час зверхності Великих Моголів розпочався перехід раджів до ісламу. що остаточно відбувся в 2-й половині XVII ст. Водночас покровительство джайнізму не зменьшилося. Разом з тим володарі сприяли розвитку індуїзм та ісламу. Втім найбільш відомими є джайнські храмові комплекси Деогарху, що рясніють тисячами рельєфів і скульптур, які зображують сцени з джайнської міфології. зокрема численні образи тіртханкари — пророків джайнізму, а також вотивні (жертовні) колони і кам'яні дощечки.

## Володарі
- невідомі раджи XIV—XVI ст.
- Аджанбаху Джанбаша (1564-1580-ті)
- невідомі раджи (1590—1680)
- Бакхт Буланд-ша (1680-бл. 1710)
- Чандра Султан (бл.1710-1739)
- Валі-хан 91739)
- Акбар-шах (1739—1743)
- Бурхан-шах (1739—1743)